# NGC 5103
NGC 5103 ist eine Spiralgalaxie vom Hubble-Typ Sc im Sternbild Jagdhunde am Nordsternhimmel. Sie ist schätzungsweise 60 Millionen Lichtjahre von der Milchstraße entfernt und hat einen Durchmesser von etwa 25.000 Lj. Gemeinsam mit PGC 46386 und PGC 47053 bildet sie die kleine Galaxiengruppe LGG 346.

Im selben Himmelsareal befinden sich u. a. die Galaxien NGC 5123.
Das Objekt wurde am 9. April 1787 von Wilhelm Herschel mit einem 18,7-Zoll-Spiegelteleskop entdeckt, der sie dabei mit „pB, cS, E. 300 power showed it like a star with burrs“ beschrieb.

## NGC 5103-Gruppe (LGG 346)
| Galaxie   | Alternativname | Entfernung/Mio. Lj |
| --------- | -------------- | ------------------ |
| NGC 5103  | PGC 46552      | 60                 |
| PGC 46386 | UGC 8365       | 57                 |
| PGC 47053 | UGC 8449       | 57                 |